# Seznam chráněných území v okrese Liberec
Toto je seznam chráněných území v okrese Liberec aktuální k roku 2015, ve kterém jsou uvedena chráněná území v oblasti okresu Liberec.
| Kód  | Obrázek | Typ  | Název                        | Rozloha (ha) | Galerie Commons                                                         | Popis území | Souřadnice                       |
| ---- | --- | ---- | ---------------------------- | ------------ | ----------------------------------------------------------------------- | --- | -------------------------------- |
| 1839 | Popis obrazku | PP   | Bílá skála                   | 0,63         | Kategorie „Bílá skála u Srbské“ na Wikimedia Commons                    | Výchoz valové žíly křemene (drůzové dutiny a stébelnaté agregáty) | 50°59′34″ s. š., 15°13′ v. d.    |
| 2414 | Bílé kameny | PP   | Bílé kameny                  | 0,58         | Kategorie „Bílé kameny“ na Wikimedia Commons                            | Skupina skal budovaných turonskými pískovci | 50°48′5″ s. š., 14°51′12″ v. d.  |
| 2446 | část přírodní rezervace poblíž Sněžných věžiček                                                                        | PR   | Černá hora                   | 70,73        | Kategorie „Černá hora (nature reserve)“ na Wikimedia Commons            | Horská smrčina a rašeliniště, tokaniště tetřevů | 50°49′50″ s. š., 15°12′56″ v. d. |
| 2447 | Černá jezírka | PR   | Černá jezírka                | 57,76        | Kategorie „Černá jezírka“ na Wikimedia Commons                          | Komplex rašelinišť | 50°50′57″ s. š., 15°18′12″ v. d. |
| 2462 | Čertova zeď | NPP  | Čertova zeď                  | 20,00        | Kategorie „Čertova zeď“ na Wikimedia Commons                            | Vypreparovaná čedičová žíla s vodorovně uspořádanými sloupci | 50°40′14″ s. š., 14°56′27″ v. d. |
| 558  | Lesní cesta na hranici PR Dlouhá hora                                                                                  | PR   | Dlouhá hora                  | 13,45        | Kategorie „Dlouhá hora (nature reserve)“ na Wikimedia Commons           | Komplex bukových lesů a jejich rostlinných společenstev | 50°47′24″ s. š., 14°55′48″ v. d. |
| 2210 | PP Fojtecký mokřad uprostřed dnes nepřístupného golfového hřiště                                                       | PP   | Fojtecký mokřad              | 1,54         | Kategorie „Fojtecký mokřad“ na Wikimedia Commons                        | Kvalitní mokřadní vegetace s hojným výskytem zvláště chráněného druhu vachty trojlisté a zábělníku bahenního | 50°48′50″ s. š., 15°3′44″ v. d.  |
| 2189 | Říčka Lomnice v PP Hadí kopec                                                                                          | PP   | Hadí kopec                   | 1,78         | Kategorie „Hadí kopec (natural monument)“ na Wikimedia Commons          | Geomorfologicky výrazný masiv čedičového tělesa rozděleného tokem Lomnice s ukázkami sloupcové odlučnosti a fragmenty lesního porostu charakteru submontánního listnatého háje s lokálně vzácnými teplomilnými bylinnými prvky | 50°54′56″ s. š., 15°8′21″ v. d.  |
| 560  | Trosky hradu Hamrštejn                                                                                                 | PR   | Hamrštejn                    | 28,29        | Kategorie „Hamrštejn“ na Wikimedia Commons                              | Smíšené porosty s flórou teplomilného charakteru | 50°47′9″ s. š., 14°58′13″ v. d.  |
| 146  | | NPR  | Jezevčí vrch                 | 80           | Kategorie „Jezevčí vrch (national nature reserve)“ na Wikimedia Commons | Znělcová kupa se smíšeným porostem a starou bučinou | 50°47′27″ s. š., 14°42′18″ v. d. |
| 52   | | CHKO | Jizerské hory                | 35 000       | Kategorie „CHKO Jizerské hory“ na Wikimedia Commons                     | | 50°49′45″ s. š., 15°11′17″ v. d. |
| 2058 | Jizerskohorské bučiny                                                                                                  | NPR  | Jizerskohorské bučiny        | 950,93       | Kategorie „Jizerskohorské bučiny“ na Wikimedia Commons                  | Původní smíšený les, významné geomorfologické útvary, dochovalá rostlinná a živočišná společenstva | 50°51′33″ s. š., 15°7′59″ v. d.  |
| 1533 | Mraveniště jsou hlavním předmětěm ochrany v PP Kamenný vrch                                                            | PP   | Kamenný vrch                 | 30,11        | Kategorie „Kamenný vrch (natural monument)“ na Wikimedia Commons        | Dubová a jedlová bučina, bohatý výskyt mravenišť | 50°58′24″ s. š., 15°13′3″ v. d.  |
| 559  | Podzimní bukový les v NPR Karlovské bučiny                                                                             | NPR  | Karlovské bučiny             | 42,19        | Kategorie „Karlovské bučiny“ na Wikimedia Commons                       | Zbytek vápnomilné bučiny subatlantského charakteru | 50°46′31″ s. š., 14°58′6″ v. d.  |
| 168  | Klečové louky | PR   | Klečové louky                | 5,33         | Kategorie „Klečové louky“ na Wikimedia Commons                          | Skupina několika rašelinišť s porosty kleče | 50°50′7″ s. š., 15°14′46″ v. d.  |
| 1782 | Popis obrazku | PP   | Klečoviště na Smrku          | 0,83         | Kategorie „Klečoviště na Smrku“ na Wikimedia Commons                    | Jediná lokalita kleče na minerálním podkladu v Jizerských horách | 50°53′17″ s. š., 15°16′0″ v. d.  |
| 1840 | Kodešova skála | PP   | Kodešova skála               | 0,11         | Kategorie „Kodešova skála“ na Wikimedia Commons                         | Ukázka vějířovitého rozpadu čediče | 50°53′43″ s. š., 15°1′3″ v. d.   |
| 1804 | Křížový vrch | PR   | Křížový vrch                 | 10,49        | Kategorie „Křížový vrch (nature reserve)“ na Wikimedia Commons          | Zbytek klimaxových porostů - dubohabrové a dubolipové háje a suťové lesy s bohatým podrostem | 50°54′49″ s. š., 15°4′47″ v. d.  |
| 54   | Letecký pohled na znělcovou horu Klíč                                                                                  | CHKO | Lužické hory                 | 27 000       | Kategorie „CHKO Lužické hory“ na Wikimedia Commons                      | | 50°50′18″ s. š., 14°36′19″ v. d. |
| 1944 | Řeka Smědá ve střední části rezervace (poblíž zastávky Filipovka)                                                      | PR   | Meandry Smědé                | 137,00       | Kategorie „Meandry Smědé“ na Wikimedia Commons                          | Meandry a slepá ramena řeky Smědé, vodní a nivní společenstva | 50°59′28″ s. š., 15°1′55″ v. d.  |
| 255  | Přírodní rezervace Na čihadle                                                                                          | PR   | Na Čihadle                   | 4,08         | Kategorie „Na Čihadle (nature reserve)“ na Wikimedia Commons            | Velmi navštěvované rašeliniště v Jizerských horách, na rozdíl od ostatních nemá porosty kleče | 50°49′58″ s. š., 15°13′45″ v. d. |
| 260  | Kosodřevina na rašeliništi Na kneipě                                                                                   | PP   | Na kneipě (přírodní památka) | 0,44         | Kategorie „Na Kneipě“ na Wikimedia Commons                              | Malá rašelinná loučka, ukázka kluzných jevů v rašelině | 50°50′0″ s. š., 15°14′24″ v. d.  |
| 2320 | Přírodní památka Panský lom                                                                                            | PP   | Panský lom                   | 1,65         | Kategorie „Panský lom“ na Wikimedia Commons                             | Puklinová jeskyně „Hanychovská“ v dolomitickém vápenci bývalého lomu | 50°43′27″ s. š., 15°0′52″ v. d.  |
| 644  | Interiér lesa s porostem tisu červeného v PP Pod Dračí skálou                                                          | PP   | Pod Dračí skálou             | 0,80         | Kategorie „Pod Dračí skálou“ na Wikimedia Commons                       | Bohatá lokalita tisu červeného v Jizerských horách | 50°48′46″ s. š., 15°4′36″ v. d.  |
| 2492 | PP Pod Smrkem | PP   | Pod Smrkem                   | 1,68         | Kategorie „Pod Smrkem“ na Wikimedia Commons                             | Zbytek jedlobukového lesa v Jizerských horách | 50°54′44″ s. š., 15°14′ v. d.    |
| 338  | Sedmikvítek evropský, typický druh horských smrčin v PR Prales Jizera                                                  | PR   | Prales Jizera                | 92,40        | Kategorie „Prales Jizera“ na Wikimedia Commons                          | Vrcholová horská smrčina pralesového charakteru, silně poškozená imisemi | 50°50′ s. š., 15°15′39″ v. d.    |
| 346  | Vegetace ve vrcholové části Ptačích kup                                                                                | PR   | Ptačí kupy                   | 13,36        | Kategorie „Ptačí kupy“ na Wikimedia Commons                             | Zbytek horského smíšeného porostu | 50°50′49″ s. š., 15°10′25″ v. d. |
| 3382 | Rašelinné jezírko na vrchovišti Quarré                                                                                 | PP   | Quarré                       | 1,74         | Kategorie „Quarré“ na Wikimedia Commons                                 | Vrchoviště náhorního typu s charakteristickou květenou vzácných a ohrožených druhů rostlin | 50°51′32″ s. š., 15°16′58″ v. d. |
| 366  | Pohled na Rašeliniště Jizery z polské strany, od bývalé osady Velká Jizera                                             | NPR  | Rašeliniště Jizery           | 202,00       | Kategorie „Rašeliniště Jizery“ na Wikimedia Commons                     | Bilaterální rašeliniště s meandrujícím tokem Jizery | 50°51′53″ s. š., 15°17′54″ v. d. |
| 422  | | PP   | Stříbrník                    | 0,77         | Kategorie „PP Stříbrník (Liberec)“ na Wikimedia Commons                 | Ukázka sloupcovitého rozpadu čediče | 50°43′55″ s. š., 14°50′56″ v. d. |
| 1775 | Kamenná vrata v oblasti Terasy Ještědu                                                                                 | PP   | Terasy Ještědu               | 119,91       | Kategorie „Terasy Ještědu“ na Wikimedia Commons                         | Unikátní nahromadění produktů mrazového zvětrávání na svazích Ještědu | 50°43′57″ s. š., 14°59′5″ v. d.  |
| 468  | Suchopýry na rašeliništi U posedu                                                                                      | PP   | U posedu                     | 1,16         | Kategorie „U posedu“ na Wikimedia Commons                               | Rašelinná loučka s jezírky | 50°50′11″ s. š., 15°14′8″ v. d.  |
| 5674 | Do okresu Liberec zasahuje chráněné území pouze malým cípem na jihovýchodě své severní části, odkud byl snímek pořízen | PP   | U Rozmoklé žáby              | 1,53         | Kategorie „U rozmoklé žáby (nature monument)“ na Wikimedia Commons      | Ochrana přechodových rašelinišť a rašelinných lesů s výskytem významných a zvláště chráněných druhů hub a rostlin | 50°48′11″ s. š., 14°41′56″ v. d. |
| 2057 | Lesní porost na horní hraně bývalého lomu na Vápenném vrchu                                                            | PR   | Vápenný vrch                 | 15,64        | Kategorie „Vápenný vrch (nature reserve)“ na Wikimedia Commons          | Jedinečný geologický útvar, zbytky přirozených lesních porostů s teplomilnými společenstvy | 50°53′35″ s. š., 15°8′7″ v. d.   |
| 557  | Vrchol Vápenného | PR   | Velký Vápenný                | 24,50        | Kategorie „Velký Vápenný (nature reserve)“ na Wikimedia Commons         | Horská suťová buková javořina na vápencích, krasové fenomény | 50°47′27″ s. š., 14°53′12″ v. d. |
| 510  | Hranice PP | PP   | Vlčí louka                   | 5,87         | Kategorie „Vlčí louka (natural monument)“ na Wikimedia Commons          | Pozvolna zarůstající rašelinná louka s kompaktním porostem kleče | 50°50′46″ s. š., 15°14′9″ v. d.  |

## Zrušená chráněná území
| Kód  | Obrázek                                                      | Typ | Název               | Rozloha (ha) | Galerie Commons                                                     | Popis území                                                                   | Souřadnice                       |
| ---- | ------------------------------------------------------------ | --- | ------------------- | ------------ | ------------------------------------------------------------------- | ----------------------------------------------------------------------------- | -------------------------------- |
| 2497 | Skalní útvar                                                 | NPR | Frýdlantské cimbuří | 90,99        | Kategorie „Frýdlantské cimbuří“ na Wikimedia Commons                | Suťové smíšené porosty v Jizerských horách                                    | 50°51′22″ s. š., 15°12′59″ v. d. |
| 296  | Vyhlídka Paličník                                            | NPR | Paličník            | 40,51        | Kategorie „Paličník“ na Wikimedia Commons                           | Zbytek smíšených porostů typických pro skalnaté partie Jizerských hor         | 50°52′17″ s. š., 15°15′27″ v. d. |
| 332  | Pohled na svahy bývalé rezervace Poledník od samoty Dvořákov | NPR | Poledník            | 132,00       | Kategorie „Poledník (national nature reserve)“ na Wikimedia Commons | Nejreprezentativnější porosty Jizerských hor, především bučiny                | 50°50′33″ s. š., 15°5′49″ v. d.  |
| 418  | Les na severozápadním úbočí Stržového vrchu                  | NPR | Stržový vrch        | 83,35        | Kategorie „Stržový vrch“ na Wikimedia Commons                       | Staré bučiny se smrkem na skalnatém podkladu                                  | 50°50′33″ s. š., 15°5′49″ v. d.  |
| 438  | Bučina na severovýchodním úbočí Špičáku                      | NPR | Špičák              | 27,20        | Kategorie „Špičák (724 m)“ na Wikimedia Commons                     | Stará bučina na balvanitém svahu                                              | 50°55′17″ s. š., 15°4′42″ v. d.  |
| 442  | Štolpichy                                                    | NPR | Štolpichy           | 137,08       | Kategorie „Štolpichy“ na Wikimedia Commons                          | Přirozené smíšené listnaté porosty na balvanitém podkladu, vodopády Štolpichu | 50°52′45″ s. š., 15°10′55″ v. d. |
| 446  | Vodopád Hájeného potoka v někdejší NPR Tišina                | NPR | Tišina              | 36,68        | Kategorie „Tišina (national nature reserve)“ na Wikimedia Commons   | Smíšený jehličnato-listnatý porost na skalnatém podkladu                      | 50°53′26″ s. š., 15°11′27″ v. d. |